# Hucho
Hucho sau lostrița este un gen de pește de talie mare, dulcicol (excepție: Hucho perryi), din familia salmonide (Salmonidae) din Eurasia.

## Descrierea
Corpul este mai alungit și mai gros decât la celelalte salmonide. Capul comprimat lateral, ca la știucă. 
Dinții de pe vomer (prevomer) formează, împreună cu cei de pe palatine, un rând continuu în formă de arc sau potcoavă. Dinții de pe manubriul vomerului (prevomerului) lipsesc. Dinții de pe copula lipsesc. 
Corpul este acoperit cu pete sau puncte mărunte, negre sau întunecate, în formă de X sau de semilună, însă este lipsit de pete roșii.
Are numeroase apendice pilorice, până la 200.  

## Sistematica
Sunt descrise 5 specii care s-au format prin izolare geografică.
- Hucho bleekeri, Sh. Kimura, 1934 — în cursul superior al fluviului Ianțzi.
- Hucho hucho (Linnaeus, 1758) = Lostriță — în bazinul Dunării, inclusiv în România.
- Hucho ishikawae, T. Mori, 1928 — în fluviul Yalu din R.P.D. Coreeană.
- Hucho perryi (Brevoort, 1856) = Lostriță japoneză — în Marea Japoniei și fluviile afluente.
- Hucho taimen (Pallas, 1773) = Lostriță siberiană — în fluviile Siberiei, afluenții răsăriteni ai Volgăi și bazinul Amurului.